# メキシカーナ航空
メキシカーナ航空（メキシカーナこうくう、Compañía Mexicana de Aviación, S.A. de C.V.,、スペイン語名 : メヒカーナ航空）は、かつて国内線・国際線を運航していたメキシコ合衆国のフラッグキャリアの航空会社であった。

## 概要

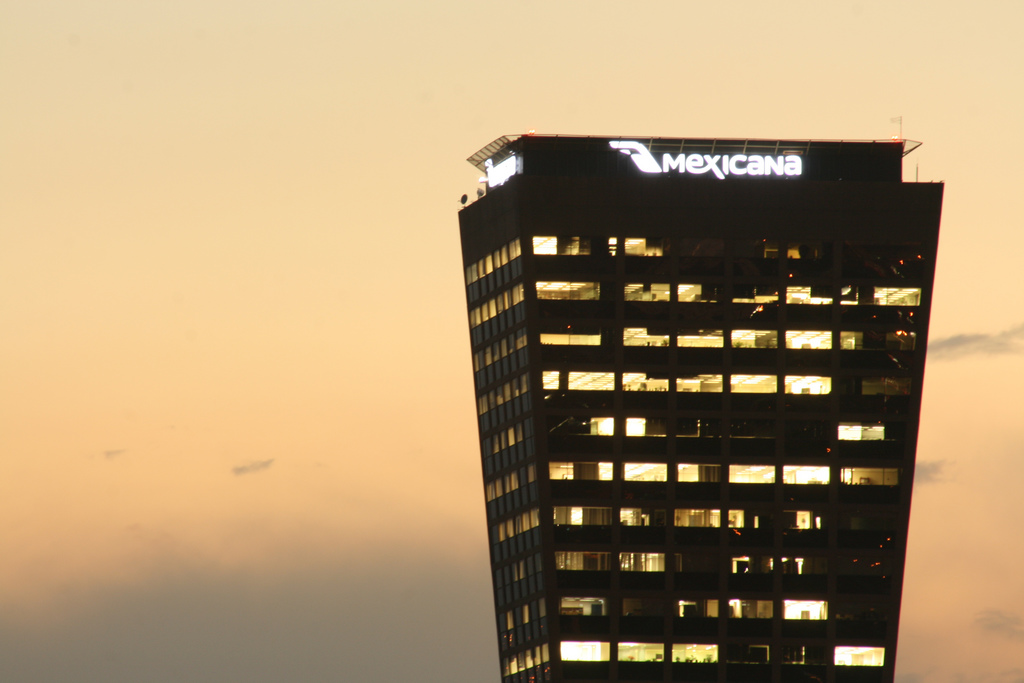
本社ビル「メキシカーナ・タワー」

1921年に創立された、メキシコでは最も古い民間航空会社。メキシコ及び中南米で有数のネットワークを持っていた。
本社を置くメキシコの首都・メキシコシティのメキシコ・シティ国際空港を本拠地に、メキシコ全土と、キューバやアルゼンチンなどの中南米諸国やカリブ海諸国・ヨーロッパ・北米の主要都市に就航していた。系列会社には「メキシカーナ・リンク」があり、小型ジェット機で国内線を運航していた。
2000年に、スターアライアンスへ加盟したが、2004年に脱退した。その後2009年11月10日にワンワールドへ加盟した。日本へは自社便では乗り入れていなかったが、同じワンワールドメンバーの日本航空との共同運航便があり、成田国際空港ではその社名を目にすることがあった。
メキシコ現地時間で2010年8月28日の正午をもって全ての定期航空便運航を無期停止。2014年4月4日には裁判所から破産宣告を受け、90有余年にわたるその歴史に幕を下ろした。

## 歴史

### 創立

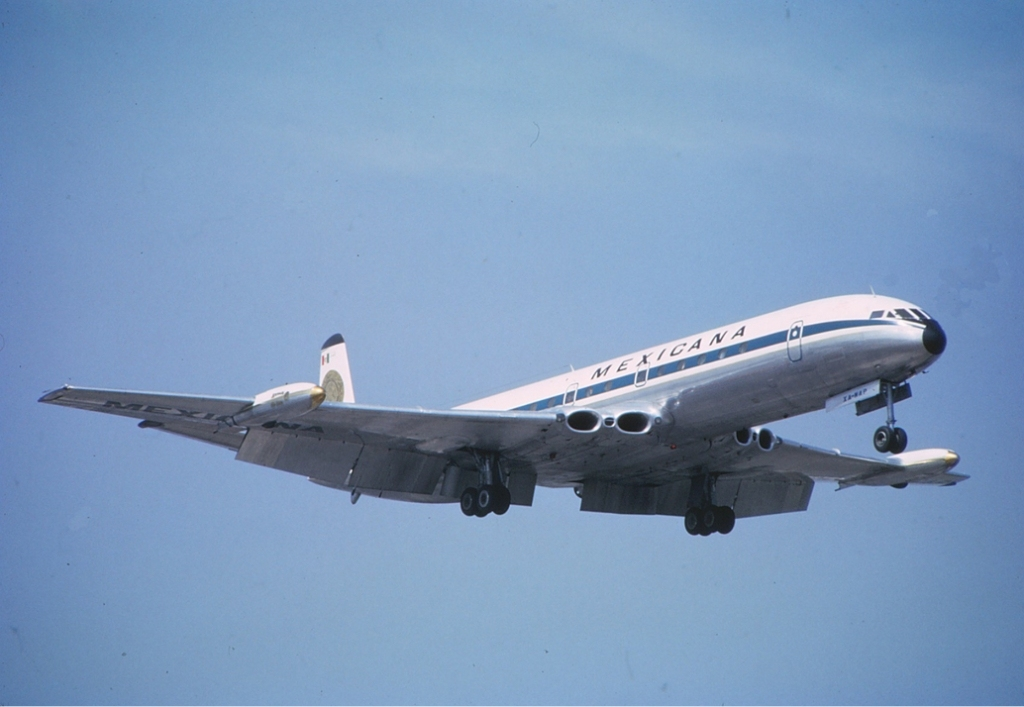
デ・ハビランド DH.106 コメット

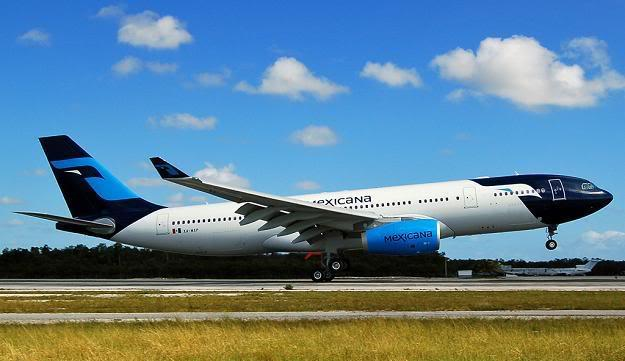
エアバスA330

メキシカーナ航空はメキシコ湾岸のタンピコ近くの石油産地への資金の輸送を目的として、「Compañía Mexicana de Transportación Aérea (CMTA)」という名称で1921年7月12日に設立された。
1924年に、タンピコのヘネラル・フランシスコ・ハビエル・ミナ国際空港からメキシコシティのメキシコ・シティ国際空港に向けてメキシコ初の商用飛行を行った。1929年にはアメリカへの国際線を開設した。

### 拡大期
第二次世界大戦後の1940年代後半には、初の大型機であるダグラス DC-4を導入した。1960年にはデ・ハビランド DH.106 コメットを導入しジェット化を進めた他、国内主要路線並びに国際線用機材としてボーイング727を導入した。
1970年代には乗客数の増加を受けて、初のワイドボディ機であるマクドネル・ダグラス DC-10-15を導入し、ヨーロッパ線や北米線に就航させた。

### 衰退
1990年代にはフォッカー 100やボーイング757を導入したものの、その後はヨーロッパ製のエアバス機を中心に運航し、アエロメヒコ航空とともにメキシコを代表する航空会社のひとつとして知られる存在だった。ただしヨーロッパ路線やアジア路線はなく、南北アメリカとカリブ海沿岸諸国、そしてメキシコ国内を中心としたネットワークを形成していた。
2010年8月3日には経営不振を受けてメキシコシティの地裁に民事再生処理手続きを申請し、同時にアメリカでも連邦倒産法15条の適用を申請。その後も従前通りの運航を摸索していたが、8月27日には関連会社を含めて無期限運航停止となった。運航停止を受け、客室乗務員の中には生活費を貯めるためにプレイボーイのモデルとして働いた人もいた。
2012年5月11日、メッド・アトランティカグループが3億ドルでメキシカーナ航空の航空事業を買収し、航空機7機で11路線、従業員 2,000人規模で事業を再開すると発表。2013年10月には再開準備の進捗が公開され、4億ドルを投資して再開から18か月間で60機の航空機で55路線に就航することを予定していると発表されたが、2014年4月4日に現地裁判所から破産宣告を受け、再建への道は絶たれることとなった。

## 就航都市
| メキシカーナ航空 就航都市 （2010年2月 現在） | メキシカーナ航空 就航都市 （2010年2月 現在） | メキシカーナ航空 就航都市 （2010年2月 現在）           | メキシカーナ航空 就航都市 （2010年2月 現在） | メキシカーナ航空 就航都市 （2010年2月 現在） |
| -------------------------------------------- | -------------------------------------------- | ------------------------------------------------------ | -------------------------------------------- | -------------------------------------------- |
| 国                                           | 都市                                         | 空港                                                   | 備考                                         |                                              |
| 北アメリカ                                   |                                              |                                                        |                                              |                                              |
| メキシコ                                     | メキシコシティ                               | メキシコ・シティ国際空港                               | メインハブ空港                               |                                              |
| メキシコ                                     | カンクン                                     | カンクン国際空港                                       | ハブ空港                                     |                                              |
| メキシコ                                     | グアダラハラ                                 | ドン・ミゲル・イダルゴ・イ・コスティージャ国際空港     | ハブ空港                                     |                                              |
| メキシコ                                     | アカプルコ                                   | アカプルコ・アルバレス国際空港                         |                                              |                                              |
| アメリカ合衆国                               | カリフォルニア州ロサンゼルス                 | ロサンゼルス国際空港                                   | 焦点都市                                     |                                              |
| アメリカ合衆国                               | カリフォルニア州サクラメント                 | サクラメント国際空港                                   |                                              |                                              |
| アメリカ合衆国                               | カリフォルニア州サンフランシスコ             | サンフランシスコ国際空港                               |                                              |                                              |
| アメリカ合衆国                               | カリフォルニア州サンノゼ                     | ノーマン・Y・ミネタ・サンノゼ国際空港                  |                                              |                                              |
| アメリカ合衆国                               | コロラド州デンバー                           | デンバー国際空港                                       |                                              |                                              |
| アメリカ合衆国                               | フロリダ州マイアミ                           | マイアミ国際空港                                       |                                              |                                              |
| アメリカ合衆国                               | フロリダ州オーランド                         | オーランド国際空港                                     |                                              |                                              |
| アメリカ合衆国                               | イリノイ州シカゴ                             | シカゴ・オヘア国際空港                                 |                                              |                                              |
| アメリカ合衆国                               | ネバダ州ラスベガス                           | マッカラン国際空港                                     |                                              |                                              |
| アメリカ合衆国                               | ニューヨーク州ニューヨーク                   | ジョン・F・ケネディ国際空港                            |                                              |                                              |
| アメリカ合衆国                               | テキサス州ダラス                             | ダラス・フォートワース国際空港                         |                                              |                                              |
| アメリカ合衆国                               | テキサス州サンアントニオ                     | サンアントニオ国際空港                                 |                                              |                                              |
| アメリカ合衆国                               | ワシントンD.C.                               | ワシントン・ダレス国際空港                             |                                              |                                              |
| カナダ                                       | カルガリー                                   | カルガリー国際空港                                     |                                              |                                              |
| カナダ                                       | モントリオール                               | モントリオール・ピエール・エリオット・トルドー国際空港 |                                              |                                              |
| カナダ                                       | トロント                                     | トロント・ピアソン国際空港                             |                                              |                                              |
| カナダ                                       | バンクーバー                                 | バンクーバー国際空港                                   |                                              |                                              |
| 中央アメリカ                                 |                                              |                                                        |                                              |                                              |
| コスタリカ                                   | サン・ホセ                                   | フアン・サンタマリーア国際空港                         |                                              |                                              |
| エルサルバドル                               | サンサルバドル                               | エルサルバドル国際空港                                 |                                              |                                              |
| グアテマラ                                   | グアテマラシティ                             | ラ・アウロラ国際空港                                   |                                              |                                              |
| パナマ                                       | パナマ                                       | トクメン国際空港                                       |                                              |                                              |
| 西インド諸島                                 |                                              |                                                        |                                              |                                              |
| キューバ                                     | ハバナ                                       | ホセ・マルティ国際空港                                 |                                              |                                              |
| 南アメリカ                                   |                                              |                                                        |                                              |                                              |
| アルゼンチン                                 | ブエノスアイレス                             | エセイサ国際空港                                       |                                              |                                              |
| ブラジル                                     | サンパウロ                                   | グアルーリョス国際空港                                 |                                              |                                              |
| コロンビア                                   | ボゴタ                                       | エルドラド国際空港                                     |                                              |                                              |
| ベネズエラ                                   | カラカス                                     | シモン・ボリーバル国際空港                             |                                              |                                              |
| ヨーロッパ                                   |                                              |                                                        |                                              |                                              |
| スペイン                                     | マドリード                                   | アドルフォ・スアレス・マドリード＝バラハス空港         |                                              |                                              |
| イギリス                                     | ロンドン                                     | ロンドン・ガトウィック空港                             |                                              |                                              |
| 休・廃止路線                                 |                                              |                                                        |                                              |                                              |

### 国内線就航都市
- アカプルコ
- アグアスカリエンテス
- オアハカ
- カンクン
- クリアカン（英語版）
- グアダラハラ
- コアツァコアルコス（英語版）
- サカテカス（英語版）
- サン・ルイス・ポトシ（英語版）
- ジワタネホ（英語版）
- タンピコ（英語版）
- ティフアナ
- プエルト・バラータ（英語版）
- ベラクルス（英語版）
- マサトラン（英語版）
- メキシコシティ
- メヒカリ
- メリダ
- モレリア（英語版）
- モンテレイ
- レオン（英語版）
- ロス・カボス（英語版）

## 保有機材

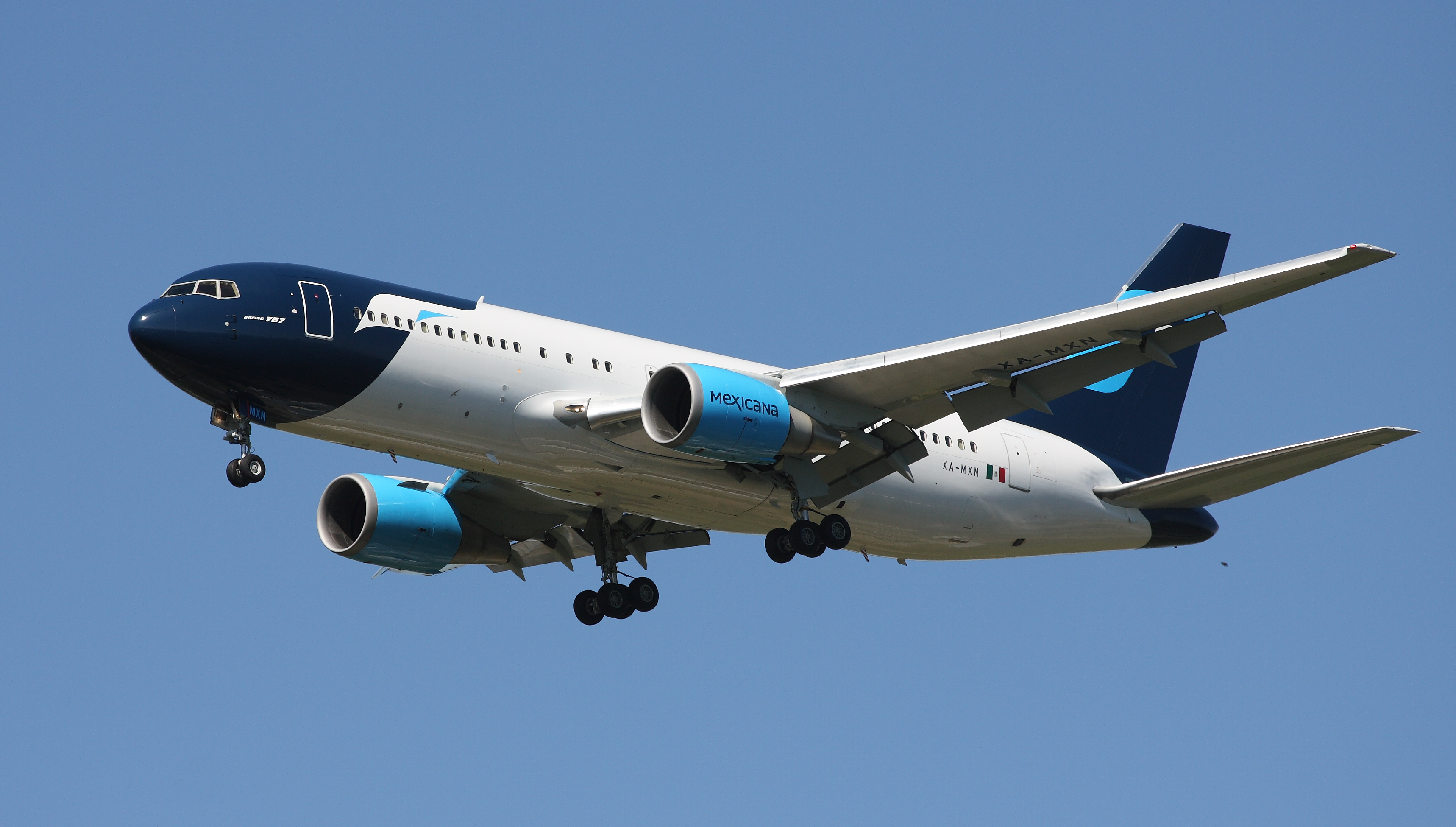
ボーイング767-300ER型機

ボーイング製航空機の顧客番号（カスタマーコード）は64だった。
機材は下記の航空機で構成される（2009年6月現在）。
- エアバスA318-100型機 : 10機
- エアバスA319-100型機 : 20機
- エアバスA320-200型機 : 32機
- エアバスA330-200型機 : 2機
- ボーイング767-300ER型機 : 2機